# Lâu Chiêu Quân
Lâu Chiêu Quân (chữ Hán: 婁昭君, 501 - 20 tháng 5 năm 562), thụy hiệu: Thần Vũ Minh hoàng hậu (神武明皇后), là hoàng thái hậu của triều đại Bắc Tề, vợ của Cao Hoan, Thượng trụ quốc nhà Đông Ngụy, mẹ của ba vị hoàng đế nhà Bắc Tề là Văn Tuyên, Hiếu Chiêu và Vũ Thành đế.

## Cãi lời cha mẹ, đi theo Cao Hoan
Lâu Chiêu Quân chào đời năm 501 dưới thời Bắc Ngụy Tuyên Vũ Đế. Gia đình bà là một thương buôn giàu có. Cha bà là Lâu Can (婁幹), từng giữ một chức quan nhỏ trong triều đình Bắc triều, vốn là người tộc Tiên Ti. Gia tộc Lâu thị di cư đến Trung Nguyên cùng với sự hưng khởi của vương triều Tiên Ti Bắc Ngụy. Sử sách không nói rõ mẹ của bà là ai. Lâu Chiêu Quân lớn lên tại Bình Thành (平城), kinh đô cũ của Bắc Ngụy.
Lâu Chiêu Quân được sử sách đánh giá là người có dung mạo đẹp đẽ, nhiều công tử quý tộc từng dâng sính lễ hỏi cưới, nhưng bà không ưng ai cả. Lúc ấy, Cao Hoan, vốn là người gốc Hán, chưa nổi danh, chỉ là một người lính giữ cổng ở Bình Thành. Khi bà gặp mặt Cao Hoan, cho rằng đây là người xứng đáng để kết hôn, bèn bí mật phái tì nữ đến kết giao với Cao Hoan, nhiều lần tặng tiền bạc cho Cao Hoan, bảo ông lấy số tiền bạc đó đem đến nhà mình làm lễ vật hỏi cưới. Mặc dù cha mẹ bà không hài lòng, nhưng sau cùng cũng phải bất đắc dĩ chấp nhận.
Sau đó, Cao Hoan bắt đầu gây dựng sự nghiệp, kết giao với anh hào khắp nơi. Lâu Chiêu Quân cũng nhiều lần tham dự vào. Năm 521, bà sinh hạ người con trai đầu tiên là Cao Trừng.

## Bột Hải vương phi
Năm 525, khởi nghĩa lục trấn bùng nổ, Cao Hoan theo phò Đỗ Lạc Chu, bắt đầu con đường binh nghiệp. Đến năm 532, khi thế lực phát triển đủ mạnh, Cao Hoan tiêu diệt Nhĩ Chu thị, giết chết hai Phế Đế, tiếm vị Bột Hải vương trong triều đình, Lâu Chiêu Quân được phong làm vương phi. Sang năm 535, Bắc Ngụy phân liệt thành Đông Ngụy và Tây Ngụy.
Lâu Chiêu Quân là người dịu dàng và tiết kiệm. Thị tì của bà mỗi khi ra ngoài không bao giờ quá mười người. Tính bà lại rộng rãi nhân ái, không hề đố kị các phu nhân khác được Cao Hoan sủng ái, mà còn đối xử tốt với họ. Khi Vũ Văn Thái lập ra nước Tây Ngụy, Cao Hoan bận việc chinh chiến ở phía tây, ít khi về kinh. Năm đó Lâu Chiêu Quân đã mang thai, trong một đêm sinh đôi một nam một nữ, sau đó bà bị đau nặng. Tả hữu thấy tình hình nguy cấp, muốn báo với Cao Hoan. Bà không đồng tình nói vì cho rằng Cao Hoan còn nhiều việc bên ngoài, không thể làm phiền. Cao Hoan biết chuyện đó, tỏ ý khâm phục bà. Em trai bà là Lâu Chiêu muốn có tước vị trong triều, bà cho rằng không thể vì tình thân mà loạn phép nước, nên không chịu.
Năm 535, Cao Hoan khám phá ra chuyện tình giữa người thiếp Trịnh Đại Xa (鄭大車) và con trai Cao Trừng. Trong cơn giận dữ, Cao Hoan đã quất Cao Trừng 100 phát roi rồi cho bắt giam. Cao Hoan cũng đã nghiêm túc xem xét đến việc lập con trai khác với người thiếp Nhĩ Chu Anh Nga (con gái của Nhĩ Chu Vinh) là Cao Du (高浟) làm vương thế tử thay thế Cao Trừng. Cao Trừng đã cầu cứu sự giúp đỡ từ một người bạn của cha là Tư Mã Tử Như (司馬子如). Người này đã thuyết phục được Cao Hoan thay đổi ý định khi nhắc cho Cao Hoan nhớ lại các đóng góp của Lâu vương phi, và sau đó cũng buộc các nhân chứng về chuyện tình giữa Cao Trừng và Trịnh Đại Xa phải rút lại lời khai. Tuy nhiên, Lâu vương phi và Cao Trừng bị buộc phải liên tục cúi đầu và bò trên mặt đất để cầu xin Cao Hoan tha thứ, cuối cùng Cao Hoan đã quyết định vẫn để Cao Trừng làm vương thế tử.
Năm 537, sau khi Đông ngụy đánh bại Tây Ngụy ở Sa Uyển, tướng Hầu Cảnh muốn thừa cơ diệt Tây Ngụy, nhưng Lâu Chiêu Quân can ngăn Cao Hoan, cuối cùng Cao Hoan bỏ lệnh này.
Năm 545, Cao Hoan do muốn phá vỡ sự liên hiệp giữa Tây Ngụy và Nhu Nhiên nên muốn lấy công chúa Nhu Nhiên làm vợ nhưng lo ngại bà nên chưa dám quyết định. Lâu Chiêu Quân muốn nhường địa vị chính thất cho công chúa Nhu Nhiên, Cao Hoan khen ngợi bà. Sau đó bà muốn dọn ra khỏi phủ để đón công chúa Nhu Nhiên, Cao Hoan quỳ xuống lạy tạ bà, nhưng vẫn cho giữ địa vị chính thất.

## Hoàng thái hậu

### Thời Cao Trừng, Văn Tuyên Đế
Năm 547, Cao Hoan qua đời, con là Cao Trừng kế thừa tước vương, tôn bà làm Bột Hải Vương thái phi. Sang năm 549, Cao Trừng bị giết chết, con trai thứ của bà là Cao Dương lên kế vị. Năm 550, Cao Dương cướp ngôi Bắc Ngụy, lập ra Bắc Tề. Cùng năm, Lâu Chiêu Quân được tôn làm Hoàng Thái hậu.
Thời Văn Tuyên Đế, Lâu Chiêu Quân bắt đầu có ảnh hưởng nhất định đến triều chính. Nhưng Văn Tuyên Đế nghiện rượu, thường có những hành động kì lạ và độc ác trong lúc say. Lâu Chiêu Quân rất tức giận, nhân một hôm Cao Dương uống say đã dùng roi đánh ông ta và bảo
Tại sao ta lại sinh ra đứa con như thế chứ.
Văn Tuyên Đế khi đó không làm chủ được hành vi, nói:
Tôi sẽ gả bà cho người Hồ mọi rợ.
Do đó Lâu Chiêu Quân rất tức giận và không nói gì nữa. Văn Tuyên Đế bình tĩnh lại thì rất sợ hãi, bèn bò trên mặt đất dưới chỗ bà ngồi để làm bà vui, nhưng lại cố tình làm bà bị ngã và bị thương trong lúc bày trò. Văn Tuyên Đế hối hận, muốn nhảy vào lửa tự thiêu. Lâu Chiêu Quân lo lắng, bèn nắm tay ông kéo lên và tha lỗi cho ông. Văn Tuyên Đế lại sai Cao Quy Ngạn đánh mình đến chảy máu để tạ lỗi với thái hậu, bà cho ngăn lại. Văn Tuyên Đế thề với thái hậu sẽ cai rượu, nhưng cũng chỉ 10 ngày sau lại uống như trước.
Văn Tuyên Đế lại có tư tình với chị của Lý hoàng hậu, muốn nạp vào cung, nên triệu chồng của Lý thị vào cung giết chết. Lý hoàng hậu cũng muốn đưa chị vào cung, nhưng Lâu Chiêu Quân can ngăn Văn Tuyên Đế không nên làm việc này. Văn Tuyên Đế nghe theo.
Con trai thứ ba của bà là Cao Diễn và một vài quan đại thần dám thẳng thắn can ngăn Văn Tuyên Đế, khuyên ông thay đổi hành vi của mình. Trong một dịp, Cao Diễn đã đưa ra một bản kiến nghị liệt kê các hành vi mà ông cho rằng Văn Tuyên Đế nên thay đổi, điều này đã khiến Văn Tuyên Đế hết sức tức giận ông. Văn Tuyên Đế đã dọa giết Cao Diễn và kết án quân sư Vương Hi (王唏) của Cao Diễn đi đày do tin rằng người này đã đóng góp vào kiến nghị. Trong một diễn biến sau đó, sau khi ban thưởng một thị nữ cho Cao Diễn trong lúc say rượu, Văn Tuyên Đế đã quên mất điều này sau khi tỉnh táo và cáo buộc Cao Diễn đã đánh cắp người thị nữ này, rồi đánh đập hoàng đệ một cách dữ dội bằng cán gươm. Cao Diễn trở nên giận dữ và tiến hành một cuộc tuyệt thực, Lâu Thái hậu cũng ủng hộ việc này. Để xoa dịu Cao Diễn, Văn Tuyên Đế sau đó đã đồng ý phóng thích Vương Hi và đưa người này đến chỗ của Cao Diễn, khuyên Diễn chấm dứt tuyệt thực.

### Thời Phế Đế
Năm 559, Văn Tuyên Đế chết, con là Cao Ân nối ngôi, tôn bà làm Thái Hoàng thái hậu. Thượng thư Dương Âm phụ chính, muốn triệt tiêu thế lực của các hoàng thúc. Lâu Chiêu Quân ở một mức độ nhất định muốn Cao Diễn làm hoàng đế, song khi đó hành động này không có đủ sự ủng hộ.
Tình hình càng trở nên căng thẳng khi một cộng sự của Dương Âm tên là Khả Chu Hồn Thiên Hòa (可朱渾天和) bị thuyết phục rằng Phế Đế sẽ không được an toàn cho đến khi hai hoàng thúc bị trừ khử. Cùng với đó, Yên Tử Hiến nghĩ đến việc quản thúc tại gia đối với Lâu thái hoàng thái hậu do bà vẫn nắm giữ nhiều quyền lực và buộc Lâu thái hoàng thái hậu phải trao quyền của mình cho Lý thái hậu. Trong khi đó, Dương Âm đã tiến hành một kế hoạch tái tổ chức chính quyền nhằm tinh giản các chức vụ và tước hiệu không cần thiết và để loại bỏ các quan lại bất tài. Các quan lại chịu tổn thất từ các hành động của Dương Âm đã trở nên bất mãn và họ trở nên hi vọng rằng Cao Diễn hoặc Cao Đam sẽ có hành động và bắt đầu khuyến khích hai người này làm như vậy. Dương Âm đã tính đến việc đưa Cao Diễn và Cao Đam ra ngoài kinh thành để làm châu mục, song Phế Đế ban đầu đã không chấp thuận. Dương Âm viết một tấu trình cho Lý thái hậu để xin bà cho quyết định, Lý thái hậu đã hỏi ý của Lý Xương Nghi (李昌儀) song người này lại để lộ tin tức cho Lâu thái hoàng thái hậu. Thái hoàng thái hậu đã thông báo cho hai hoàng thúc, và họ đã mưu tính về một cuộc phục kích cùng với Cao Quy Ngạn và các tướng Hạ Bạt Nhân (賀拔仁) và Hộc Luật Kim tại một buổi lễ mà Cao Diễn có một chức vụ lễ nghi. Dương Âm, Khả Chu Hồn Thiên Hòa, Yên Tử Hiến, Trịnh Di và Tống Khâm Đạo (宋欽道) đều bị đánh đập dữ dội và bị bắt. Cao Diễn và Cao Đam sau đó tiến vào hoàng cung và công khai buộc tội Dương Âm cùng các cộng sự; Dương Âm và các cộng sự bị hành quyết, và Cao Diễn nắm quyền kiểm soát triều đình. Ngay sau đó, Cao Diễn đã nắm giữ chức vụ ở Tấn Dương và kiểm soát triều đình từ xa.
Vào mùa thu năm 560, sau khi Cao Diễn thuyết phục được Lâu thái hoàng thái hậu về sự cần thiết của hành động này, Thái hoàng thái hậu đã ban hành một chiếu chỉ phế truất Cao Ân và lập Cao Diễn làm hoàng đế, tức Bắc Tề Hiếu Chiêu Đế. Song bên cạnh đó, Lâu Chiêu Quân cũng lệnh cho Hiếu Chiêu Đế phải thề nhất định không làm thương hại đến tính mạng của Cao Ân. Bà được tôn làm Thái hậu như cũ.

### Thời Hiếu Chiêu Đế
Hiếu Chiêu Đế rất có hiếu với Lâu thái hậu. Khi bà bị bệnh, Hiếu Chiếu đích thân chăm sóc 40 ngày đến khi bà khỏi hẳn. Một lần khác bà bị đau ngực, Hiếu Chiêu Đế đã tham dự của mình trong vòng 40 ngày mà không cần nghỉ ngơi. Trong một dịp khác, khi bà bị đau ngực Cao Diễn chăm sóc bà và cầu mong mình được thay bà chịu đau.
Vào mùa đông năm 561, trong khi đang đi săn, ngựa của Hiếu Chiêu Đế hoảng sợ trước một con thỏ, và ông đã ngã khỏi lưng ngựa và bị gãy xương sườn. Khi Lâu thái hậu đến gặp ông, bà hỏi ông Cao Ân đang ở nơi nào, và ông đã không thể trả lời. Lâu thái hậu giận dữ nói: "Chăng phải nhà ngươi đã giết chết nó sao? Do nhà ngươi không nghe lời ta, nhà ngươi nên chết đi!" rồi dời đi và không nhìn mặt ông lần nữa. Sau đó ít lâu, Hiếu Chiếu Đế băng hà.

### Thời Vũ Thành Đế
Người con trai khác của bà là Cao Đam nối ngôi, tức Bắc Tề Vũ Thành Đế. Sang năm sau, 562, Lâu Thái hậu bị bệnh, bèn đổi họ của mình là Thạch, tức Thạch Chiêu Quân, cùng năm, ngày 20 tháng 4 bà băng hà, thọ 62 tuổi, thụy hiệu là Thần Vũ Minh hoàng hậu (神武明皇后), được chôn cất với Cao Hoan ở Chiêu Bình lăng. Vũ Thành Đế trong lúc chịu tang không chịu mặc đồ tang và tiếp tục dùng lễ nhạc.
Lâu Chiêu Quân có sáu con trai, hai con gái. Mỗi lần sinh con, bà đều mộng thấy điềm lạ: bốn lần thấy rồng, hai lần thấy trăng, hai lần thấy chuột đào đất... Người trong nước có bài ca dao để chế giễu sự bất hiếu của các con trai đối với bà
Cửu long mẫu tử bất tác hiếu.

## Hậu duệ
- Cao Trừng
- Cao Dương
- Cao Diễn
- Cao Xước
- Cao Đam
- Cao Tể
- Vĩnh Hi hoàng hậu, hoàng hậu của vua Bắc Ngụy Nguyên Tu
- Thái Nguyên công chúa, hoàng hậu của Đông Ngụy Hiếu Tĩnh Đế